# Барбазан-Дебат
Барбаза́н-Деба́т (фр. Barbazan-Debat, окс. Barbadan Devath) — коммуна во Франции, находится в регионе Юг — Пиренеи. Департамент — Верхние Пиренеи. Входит в состав кантона Семеак. Округ коммуны — Тарб.
Код INSEE коммуны — 65062.

## География

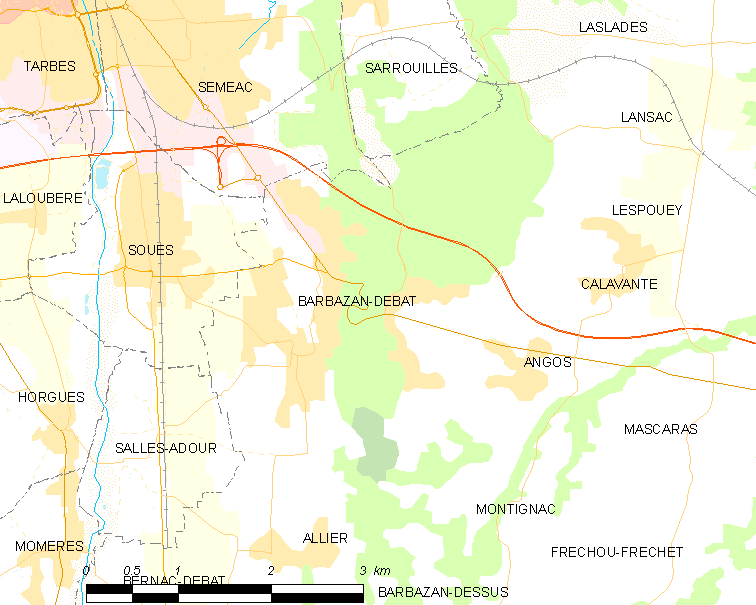
Карта коммуны

Коммуна расположена приблизительно в 660 км к югу от Парижа, в 120 км юго-западнее Тулузы, в 6 км к юго-востоку от Тарба.
Коммуна расположена в местности Бигорр. По территории коммуны проходит канал Аларик и протекает река Ус.

## Климат
Климат умеренно-океанический с солнечной тёплой погодой и обильными осадками на протяжении практически всего года.

## Население
Население коммуны на 2010 год составляло 3470 человек.
| 1962 | 1968 | 1975 | 1982 | 1990 | 1999 | 2010 |
| ---- | ---- | ---- | ---- | ---- | ---- | ---- |
| 524  | 744  | 1365 | 3204 | 3536 | 3503 | 3470 |

## Администрация
| Период | Период | Фамилия              | Партия                   | Примечания |
| ------ | ------ | -------------------- | ------------------------ | ---------- |
| 2001   | 2008   | Жиль Мондон          | Радикальная левая партия |            |
| 2008   | 2020   | Жан-Кристьян Педебуа | Радикальная левая партия |            |

## Экономика
В 2010 году среди 2265 человек трудоспособного возраста (15-64 лет) 1610 были экономически активными, 655 — неактивными (показатель активности — 71,1 %, в 1999 году было 69,6 %). Из 1610 активных жителей работали 1447 человек (720 мужчин и 727 женщин), безработных было 163 (62 мужчины и 101 женщина). Среди 655 неактивных 190 человек были учениками или студентами, 287 — пенсионерами, 178 были неактивными по другим причинам.

## Достопримечательности
- Церковь Успения Божьей Матери